# Федерація шахів України

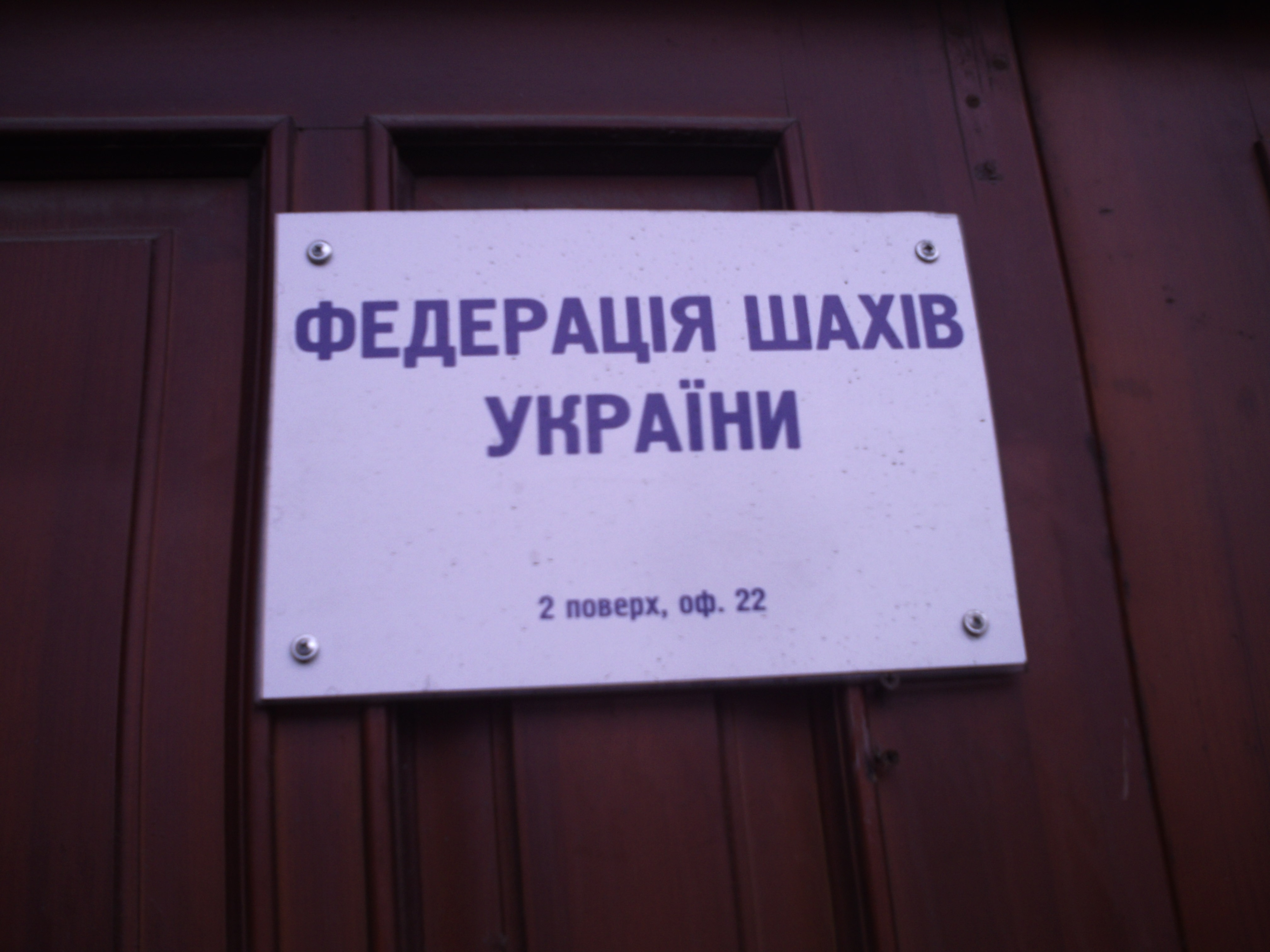
Вивіска федерації шахів України на вул. Євгена Чикаленка у м. Києві.

Федерація шахів України — всеукраїнська шахова громадська неприбуткова організація фізкультурно-спортивної спрямованості, яка об'єднує громадян України, іноземних громадян та осіб без громадянства на засадах єдності інтересів для реалізації основних завдань, передбачених її статутом.

## Функції
Федерація шахів, згідно з покладеними на неї завданнями, відповідно до чинного законодавства України, виконує наступні функції:
- Сприяє розробці й реалізації програми розвитку шахів в Україні.
- Надає практичну, організаційну і методичну допомогу своїм членам.
- Подає пропозиції до центрального органу виконавчої влади з фізичної культури і спорту щодо Положення про національну збірну команду України з шахів.
- Готує Положення та інші документи про змагання та спортивні заходи серед своїх членів, здійснює контроль за їх дотриманням.
- Організовує й проводить змагання, тренувальні збори спортсменів та інші заходи серед своїх членів.
- Бере участь в організації й проведенні наукових досліджень, виданні методичних, довідково — інформаційних та інших матеріалів.
- Сприяє організації й проведенню спільно із зацікавленими організаціями та установами підготовки та підвищення кваліфікації тренерів, суддів та інших фахівців.
- Бере участь у проведенні науково — практичних конференцій, семінарів, симпозіумів.
- Здійснює необхідну господарську та іншу комерційну діяльність шляхом створення госпрозрахункових установ і організацій із статусом юридичної особи, заснування підприємств у порядку, встановленому чинним законодавством.
- Засновує засоби масової інформації, сприяє виданню шахової літератури, виготовленню шахового обладнання та іншої продукції, необхідної для діяльності Федерації.
- Організовує виготовлення офіційної, пам'ятної атрибутики із символікою Федерації.
- Проводить роботу з правового й соціального захисту членів Федерації, їх соціального страхування.

Федерація розробляє та подає до центрального органу виконавчої влади з питань фізичної культури і спорту на затвердження такі документи стосовно розвитку шахів:
- Пропозиції до Єдиного календарного плану спортивних змагань та навчально-тренувальних зборів.
- Кандидатури спортсменів, тренерів та інших фахівців штатної збірної команди України.
- Склади збірних команд України для участі в міжнародних змаганнях.
- Пропозиції щодо призначення у встановленому порядку стипендій та пенсій спортсменам, а також щодо їх страхування.
- Клопотання щодо присвоєння спортсменам, тренерам і суддям спортивних, кваліфікаційних і почесних звань, інших нагород.
- Правила проведення змагань, кваліфікаційні вимоги спортивної класифікації та інші нормативні документи, а при необхідності — пропозиції про внесення до них змін.
- Інші документи за зверненнями центрального органу виконавчої влади з фізичної культури і спорту.

Федерація, спільно з центральним органом виконавчої влади з фізичної культури і спорту та іншими зацікавленими організаціями, здійснює добір спортсменів, тренерів та інших фахівців з шахів для участі у змаганнях і роботи за контрактами в Україні та за кордоном.

## Виконавчий комітет
Станом на березень 2025:
Президент ФШУ — Камишін Олександр Миколайович, український державний діяч, управлінець, міністр з питань стратегічних галузей промисловості України (з 2023), колишній голова правління Укрзалізниці (2022 — 2023
Перший віцепрезидент ФШУ — Гнип Юрій Павлович, м.Київ
Перший віцепрезидент ФШУ — Ковальчук Володимир Олександрович, м.Рівне
Віце–президенти
- Майберг Арон Сергійович, м.Київ
- Селезньов Михайло Якович, м.Київ
- Пономарьов Руслан Олегович, м.Київ
- Марков Олексій Михайлович, м. Дніпро
- Жукова Наталія Олександрівна, м. Одеса.
- Горощенко Дмитро Володимирович (відповідальний секретар), м. Миколаїв

Упродовж 2010 — 2024 федерацію очолював Капустін Віктор Володимирович, український банкір, політик, спортивний функціонер. Екс-голова правління Державного експортно-імпортного банку України, народний депутат України (2002—2005).

## Віцепрезидент
Віцепрезидент ФШУ — Сачук Артем (на посаді - з 02.03.2019), кандидат у майстри спорту, відомий шаховий діяч, організатор багатьох всеукраїнських та міжнародних змагань.